# Lengfurt
Lengfurt ist ein Gemeindeteil des Marktes Triefenstein im unterfränkischen Landkreis Main-Spessart in Bayern und eine Gemarkung mit 1719 Einwohnern. Lengfurt ist der Verwaltungssitz der Gemeinde Triefenstein. Das Pfarrdorf liegt direkt am Main im unteren rechten Eck des Mainviereckes. Die Furt über den Main verlieh Lengfurt seinen Namen und hatte bis zum Bau der Mainbrücke in Marktheidenfeld eine überregionale Bedeutung. Zum ersten Mal wurde das Winzer- und Schifferdorf Lengfurt im Jahre 1102 urkundlich erwähnt.

## Geschichte

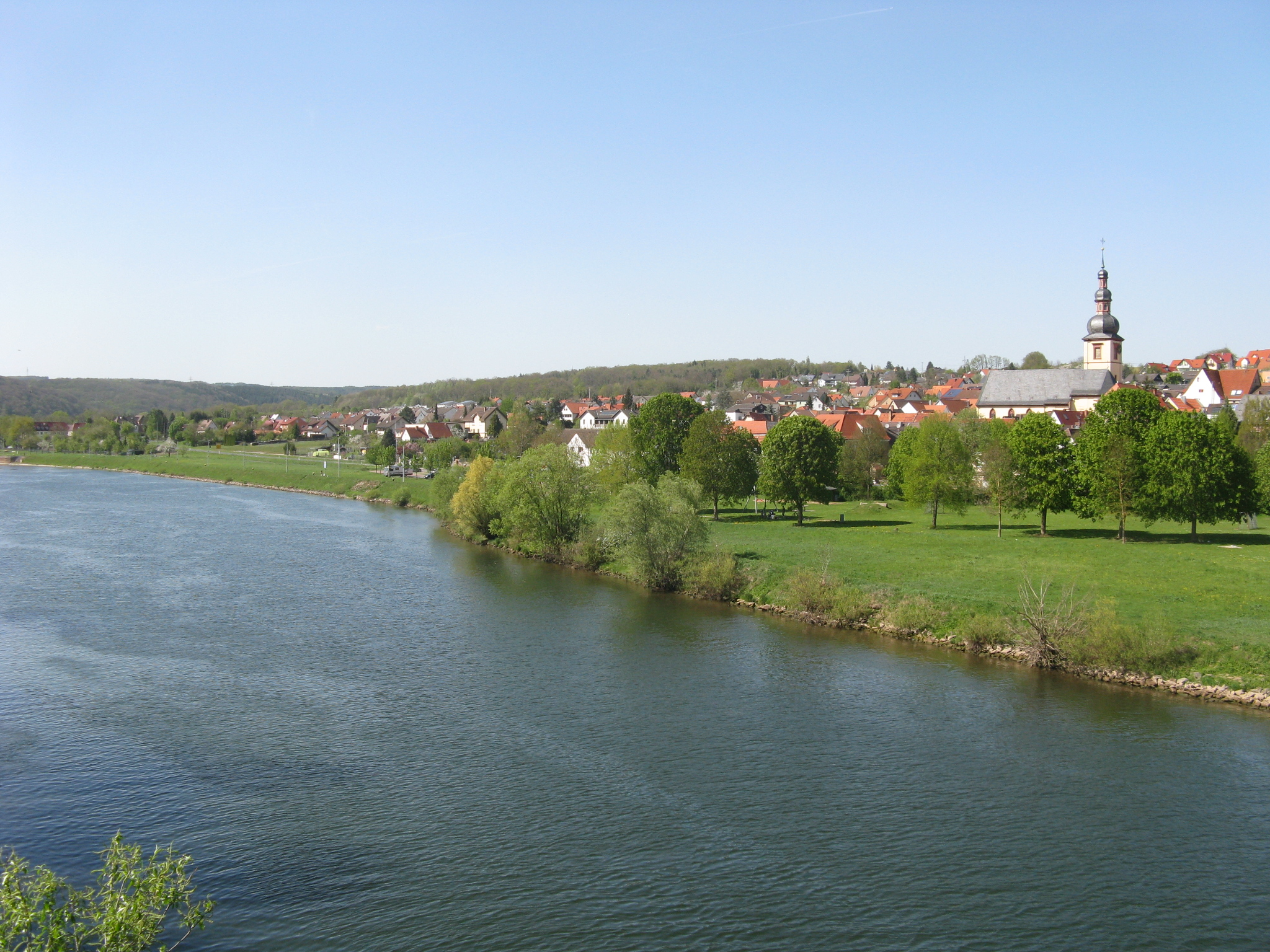
Lengfurt, gesehen von der Mainbrücke

Das Winzer- und Schifferdorf Lengfurt wurde erstmals im Jahr 1102 im Zusammenhang mit der Gründung des Klosters Triefenstein auf der gegenüberliegenden Mainseite durch Bischof Einhard nachweisbar erwähnt.
Im 9. Jahrhundert erfasste die Besiedlung der Region bereits den Südostrand des Spessarts, was die Vermutung nahelegt, dass die Siedlung Lengfurt weit älter ist, als die erste urkundliche Erwähnung 1102. Diese Vermutung bestätigt ein Eintrag im Verzeichnis der Erwerbungen der Benediktinerabtei Fulda. Dort wird „Lengesfurt“ in Form einer Schenkung aufgeführt. Ein nicht näher bekannter Graf Egino übergab der Abtei Fulda seine Güter in Lengfurt. Diese Schenkung kann jedoch nicht exakt datiert werden, hat aber wohl zwischen 780 und 800 stattgefunden.
Wie der Name dieser Schenkung deutlich macht, hatte der Ortsname im Laufe der Geschichte verschiedene Ausprägungen.

### Etymologie des Ortsnamens
Der Ortsname besteht aus den Namensteilen „Leng-“ und „-furt“. Das Grundwort „-furt“ verweist auf den Mainübergang. Dieser bestand zunächst aus einer Furt, später wurde der Main in Lengfurt mit Nachen und Fähren überquert. Die Anfangssilbe „Leng-“ konnotiert eine lange Furt in Längsrichtung schräg über den Main. Wohl in Anlehnung an die Nachbargemeinden Trennfeld und (Markt-)Heidenfeld wird in älteren Quellen oft von „Lengfeld“ anstatt von „Lengfurt“ gesprochen. Der erste Namensteil „Leng-“ ist auch unterschiedlich überliefert. So wird um 800 von „Lengesfurt“, 1102 von „Lengfurt“ und im Jahre 1530 von „Langfurt“ gesprochen. Im Folgenden wird der erste große Abschnitt Lengfurter Geschichte von der Gründung bis 1612 zusammengefasst.

### Von der Gründung bis 1612
Mit der Gründung des Klosters Triefensteins im Jahre 1102 wurden große Teile von Lengfurt an das Kloster Triefenstein übereignet. Von da an teilten sich das Kloster Triefenstein, das Kloster Holzkirchen und das Chorherrenstift Triefenstein die Zehntrechte und große Teile des Grund und Bodens. Im 13. und 14. Jahrhundert erwarb das Kloster Triefenstein Weinberge und einen großen Teil von Lengfurt. Außerdem sicherte sich das Kloster den Mainfahr und umfangreiche Fischrechte. Dieser Erwerb wurde durch die besonderen Verbindung Lengfurter Einwohner mit dem Kloster Triefenstein begünstigt. So wurde in dieser Zeit das Amt des Prokurators und das Amt des Propstes einige Male von Lengfurter Einwohnern ausgeübt. Auch gab es viele Leibeigene in Lengfurt, die ihre Abgaben an das Kloster Triefenstein verrichten mussten.
Für Franken kennzeichnend ist, dass keine Gebiete mit alleinigen Rechten entstanden, sondern Rechte nebeneinander bestanden oder sich überlagerten. Das zeigt sich deutlich in Lengfurt. Damals war der Ort durch die heutige Kaisergasse und die Rentamtstraße in Uffhofen (Oberhofen) und Niederhofen (Unterhofen) getrennt. Diese Trennung zeigt die Einflüsse der unterschiedlichen Rechteinhaber wie das Kloster Triefenstein und das Kloster Holzkirchen. Trotz der Zweiteilung hatte Lengfurt eine gemeinsame Dorfmauer und wurde in Urkunden auch als Dorf bezeichnet.
Im Jahre 1526 bekam Lengfurt ein Siegel sowie weitere Privilegien durch Graf Georg II verliehen.

### 1612 bis zum Beginn des Zweiten Weltkrieges

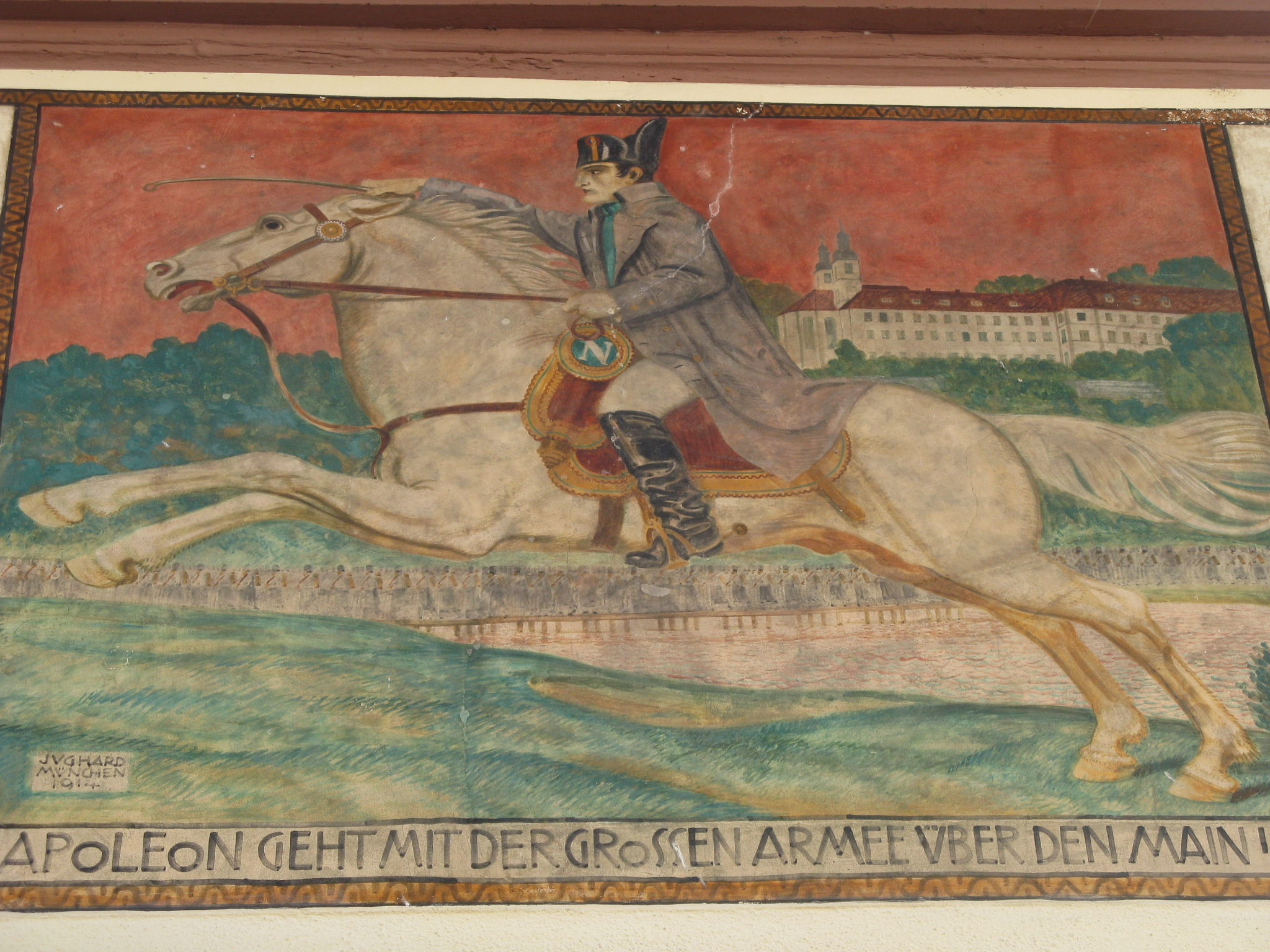
Außenfresko, Napoleons Mainüberschreitung 1812

Im Jahre 1632 wütete in Lengfurt die Pest, an der ein großer Teil der Bevölkerung starb. Um schlimmere Folgen abzuwenden und die Pest aus Lengfurt zu vertreiben, beteten die Lengfurter zum heiligen Sebastian, dem Schutzheiligen der Pestkranken. Sie gelobten, sollte die Pest weichen, ihm jedes Jahr mit einer feierlichen Zeremonie zu gedenken. Kurz darauf verließ die Pest das Dorf und die Lengfurter feiern seitdem jedes Jahr das Sebastianifest.
Im Jahr 1811 wurde das 18 Pfarreien umfassende Landkapitel Lengfurt gebildet.
Am 13. Mai 1812 passiert Napoleon Bonaparte zum dritten Mal Lengfurt. Das Haus, in dem er übernachtet haben soll, schmückt heute ein entsprechendes Außenfresko, wie auf dem Bild zu sehen ist.

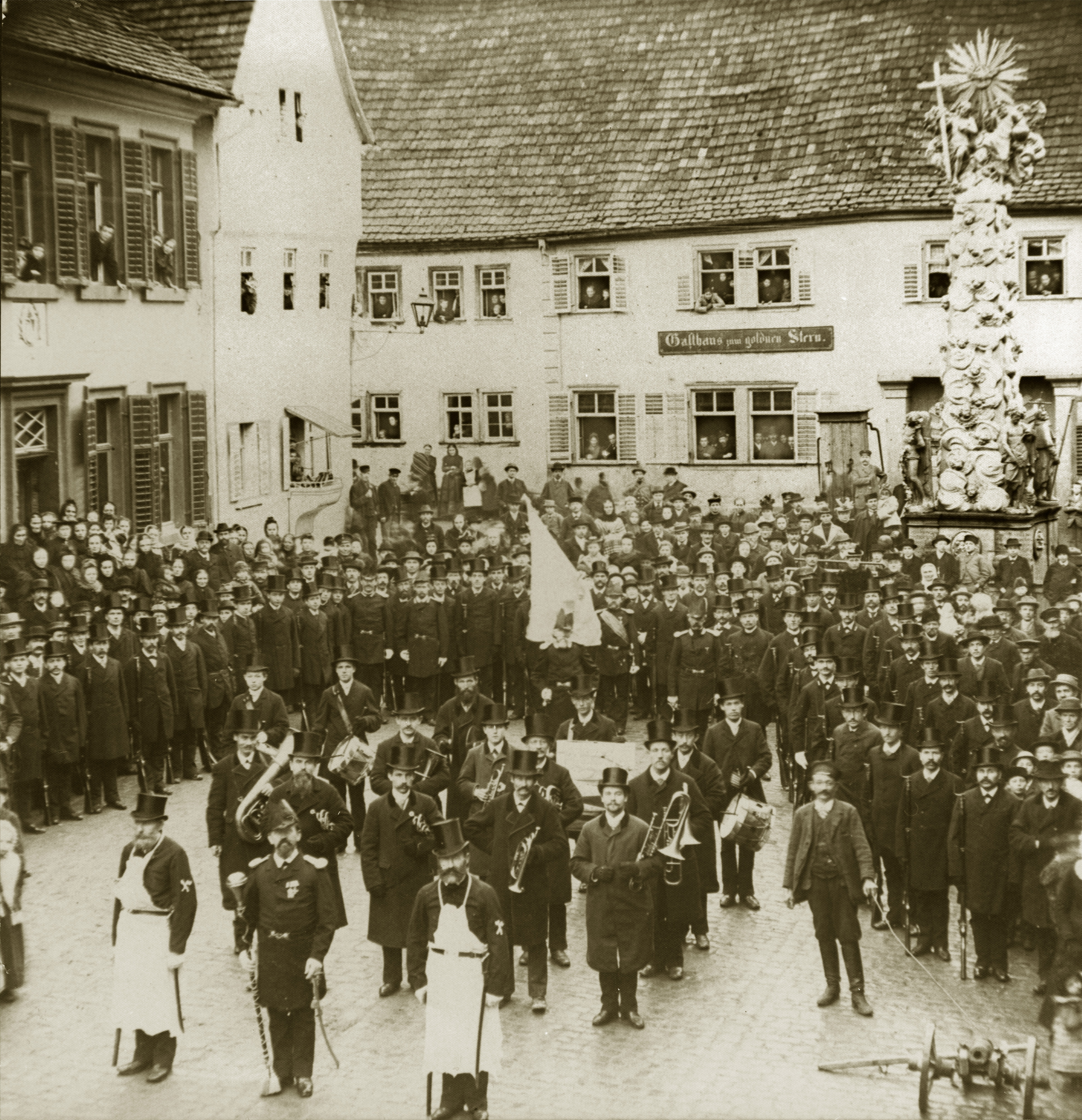
Sebastianifest 1898 auf dem Marktplatz in Lengfurt

Im Laufe der Zeit muss der Brauch des Sebastianifestes wohl zurückgegangen sein, denn im Jahre 1866 erneuerten die Lengfurter ihr Gelübde. Dies geschah kurz nachdem die Cholera innerhalb eines Tages zwei Todesopfer gefordert hatte. Die heute geltenden Statuten und Abläufe gehen auf dieses Jahr zurück und werden bis heute jedes Jahr zelebriert. Dabei halten die Mitglieder des Sebastianivereins mit Gehröcken, Zylindern und Vorderlader-Gewehren Paraden durch Lengfurt ab. Sie zelebrieren einen feierlichen Festgottesdienst und eine Andacht. Nach der Andacht formieren sie sich zum Höhepunkt des Festes auf dem Marktplatz, zum Fahnenschwenken. Die ältesten Aufnahmen des Festes stammen aus der Zeit um 1910, wie im Bild nebenan zu sehen ist.
Mit der Furt als Mainübergang, die Teil der Via Publica ist, bekam Lengfurt eine überregionale Bedeutung. Diese hielt an, bis 1846 die Mainbrücke in Marktheidenfeld gebaut wurde, womit sich der Verkehr auf die neue Straße verlagerte und die Bedeutung von Lengfurt zurückging. Auch der Bau einer eigenen Brücke im Jahre 1904 konnte daran nichts ändern.
Die kritische wirtschaftliche Lage Deutschlands in den Jahren 1930–1933 war auch in Lengfurt zu spüren. Die Belegschaft des Zementwerks als größtem Arbeitgeber im Ort wurde reduziert, zeitweise eine vollständige Schließung des Werkes befürchtet. Einen Ausweg aus dieser misslichen Lage versprach die NSDAP, die auch in Lengfurt Zuspruch bekam.
Die Versprechen der neuen Regierung auf Arbeit und Brot wurden in Lengfurt für einige Jahre erfüllt. Großbauprojekte sorgten für Arbeitsplätze und Hochbetrieb im Zementwerk. So wurde 1934/35 die neue Straße nach Marktheidenfeld gebaut, bis 1937 wurde die Staustufe Lengfurt fertiggestellt, dem 1940 das Laufwasserkraftwerk Lengfurt folgte. Im Jahr 1939 wurden mit staatlicher Unterstützung Siedlungshäuser gebaut.

### Lengfurt seit dem Zweiten Weltkrieg
Die dringlichsten Probleme der Gemeinde nach Beendigung des Zweiten Weltkrieges waren die Sicherstellung der Versorgung durch Trinkwasser und Brennholz. Da die Mainbrücke und die darin verbauten Wasserhauptleitungen gesprengt wurden, mussten nun wieder die stillgelegten Trinkwasserbrunnen in Betrieb genommen werden. Außerdem versperrten die Trümmer der Brücke den Main.
In den folgenden Jahren kamen viele Heimatvertriebene und Flüchtlinge nach Lengfurt, deren Integration sich wegen der großen Zahl der Neuankömmlinge und der knappen Vorräte als sehr schwierig herausstellte. Teilweise mussten Kartoffeln und Getreide der Landwirte beschlagnahmt werden, um diese auf die Gemeinde zu verteilen.
Am 31. Dezember 1977 hatte Lengfurt eine Fläche von 5,68 km². Im Zuge der Gebietsreform in Bayern wurde die Gemeinde Lengfurt am 1. Mai 1978 mit Homburg, Trennfeld und Rettersheim zum Markt Triefenstein vereinigt. Dabei wurde Lengfurt zum Verwaltungssitz.
1998 beginnt die Altortsanierung. Im Zuge dieser wurden bis heute ein Großteil der Straßen im Altort saniert und viele Häuser wurden in ihrer ursprünglichen Bauweise renoviert.

## Geographie

### Geologie
Der geologische Untergrund in Lengfurt gehört zur geologischen Formation der Trias. Diese unterteilt sich in drei Schichten: Buntsandstein, Muschelkalk und Keuper.

### Klima
Durch den Main und die Lage östlich des Spessarts herrscht um Lengfurt herum ein besonderes Mikroklima. Der Main reflektiert die Sonne, was vor allem dem Weinbau zugutekommt. Vor allem im Herbst sorgt der Fluss oft schon nach Untergang der Sonne für Nebel, der sich im Flusstal bis zum nächsten Morgen hält. Der Lage östlich des Spessarts ist es geschuldet, dass gerade in den Wintermonaten wenige Kilometer westwärts Schnee fällt, während in Lengfurt überhaupt kein oder nur wenig Niederschlag ankommt.
|                        | Jan  | Feb  | Mär | Apr  | Mai  | Jun  | Jul  | Aug  | Sep  | Okt  | Nov | Dez  |   |      |
| Mittl. Temperatur (°C) | 0,9  | 1,6  | 5,1 | 9,7  | 13,9 | 17,3 | 19,2 | 18,8 | 14,8 | 10,2 | 5,3 | 2,0  | ⌀ | 9,9  |
| Mittl. Tagesmax. (°C)  | 3,4  | 4,9  | 9,4 | 14,5 | 18,2 | 21,7 | 23,5 | 23,3 | 19,1 | 13,9 | 8,0 | 4,3  | ⌀ | 13,7 |
| Mittl. Tagesmin. (°C)  | −1,5 | −1,6 | 1,0 | 4,6  | 9,0  | 12,3 | 14,4 | 14,2 | 10,6 | 6,7  | 2,8 | −0,2 | ⌀ | 6,1  |
|                        |      |      |     |      |      |      |      |      |      |      |     |      |   |      |
| Niederschlag (mm)      | 73   | 62   | 72  | 62   | 85   | 80   | 85   | 73   | 67   | 70   | 74  | 84   | Σ | 887  |
|                        |      |      |     |      |      |      |      |      |      |      |     |      |   |      |
| Sonnenstunden (h/d)    | 2,8  | 4,2  | 5,7 | 8,5  | 9,5  | 10,8 | 10,9 | 9,8  | 7,1  | 4,8  | 3,1 | 2,6  | ⌀ | 6,7  |
|                        |      |      |     |      |      |      |      |      |      |      |     |      |   |      |
| Regentage (d)          | 9    | 8    | 9   | 9    | 10   | 10   | 11   | 9    | 8    | 9    | 9   | 11   | Σ | 112  |
|                        |      |      |     |      |      |      |      |      |      |      |     |      |   |      |
| Luftfeuchtigkeit (%)   | 83   | 80   | 75  | 68   | 69   | 68   | 67   | 68   | 74   | 80   | 86  | 85   | ⌀ | 75,2 |

| −1,5 |

| −1,6 |

| 1,0 |

| 4,6 |

| 9,0 |

| 12,3 |

| 14,4 |

| 14,2 |

| 10,6 |

| 6,7 |

| 2,8 |

| −0,2 |

| −1,5 |

| −1,6 |

| 1,0 |

| 4,6 |

| 9,0 |

| 12,3 |

| 14,4 |

| 14,2 |

| 10,6 |

| 6,7 |

| 2,8 |

| −0,2 |

## Politik
Der Name für den Ortsvorsteher von Lengfurt änderte sich im Laufe der Zeit. In der Zeit 1390 bis 1800 war es der Schultheiß. Für kurze Zeit war es dann der Maire. In der Zeit von 1814 bis 1969 dann Gemeindevorsteher. Seitdem ist der offizielle Begriff Bürgermeister.
Liste der Lengfurter Bürgermeister:
- 1870–1875 Michael Kahles
- 1876–1881 Joseph Zorn
- 1882 Friedrich Bauer
- 01. Apr. 1882 – 14. Feb. 1887 Adam Röder
- 15. Feb. 1887 – 31. Dez. 1893 Joseph Aschauer
- 01. Jan. 1894 – 31. Dez. 1905 Bernhard Fries
- 01. Jan. 1906 – 30. Juni 1919 Karl Wohlfart
- 01. Juli 1919 – 31. Dez. 1924 Karl Väthröder
- 01. Jan. 1925 – 30. Apr. 1933 Max Christ
- 01. Mai 1933 – 10. Feb. 1938 Karl Fricke
- 01. Feb. 1938 – 01. Apr. 1945 Viktor Popp
- 02. Mai 1945 – 30. Apr. 1948 Georg Bayer
- 01. Mai 1948 – 30. Apr. 1960 Erich Schächer
- 01. Mai 1960 – 30. Apr. 1978 Dr. Friedrich Cremer[17]

Seit der Gebietsreform 1978 hat Lengfurt keinen eigenen Bürgermeister, stattdessen werden die Geschicke des Ortes vom Bürgermeister von Triefenstein gelenkt.
Die ersten Kommunalwahlen nach dem Zweiten Weltkrieg fanden im Januar 1946 statt. Als erster Bürgermeister wurde Georg Bayer (CSU) gewählt. Daneben wurden 7 Gemeinderäte gewählt, davon wurde Michael Herberich (CSU) zweiter Bürgermeister. Die weiteren Gemeinderäte waren Karl Behl (CSU), Fridolin Kahles (CSU), Josef Konrad (CSU), Franz Liebler (CSU), Wilhelm Ott (CSU) und Erich Schulze (SPD).

## Wirtschaft und Infrastruktur

Staustufe Lengfurt

Die heutige Gemarkung Lengfurt lag an der Via Publica, die 839 unter Ludwig der Fromme erwähnt wurde. Der Streckenführung dieser historischen Fernhandelsstraße zwischen Flandern und Böhmen (hier: Abschnitt zwischen Aschaffenburg und Würzburg) folgt heute im Wesentlichen die Bundesstraße 8.
Das 1899 gegründete Zementwerk ging im Frühjahr 1901 in Betrieb. Es gehört seit Anfang der 1920er Jahre zu HeidelbergCement.
Seit 1904 quert eine Brücke die Furt; die heutige Mainbrücke Lengfurt ist indes ein Neubau von 1954.
Die Westschleife des Fränkischen Marienwegs überquert bei Lengfurt den Main und führt durch Lengfurt in Richtung Würzburg.
1881 wurde Lengfurt mit der Bahnstrecke Lohr–Wertheim an das Eisenbahnnetz angeschlossen, 1991 folgte die Streckenstilllegung.
1998–1999 wurde der Main-Radweg zwischen Marktheidenfeld und Lengfurt gebaut. Dieses Stück ist damit Teil des Main-Radwegs, der von den Ursprüngen des Flusses im Roten und Weißen Main bis zur Mündung in den Rhein führt.

### Weinbau
Die Triefensteiner Chorherren führten den Weinbau in der Gemarkung ein, da sie Messwein benötigten; die historischen Weinbergsmauern sind, teilweise stark verwittert, noch vorhanden. Erhalten haben sich bis heute die kleinen Einzellagen Lengfurter Alter Berg (knapp 3 ha; Silvaner und Rivaner) sowie Lengfurter Oberrot, benannt nach dem rötlichen Gestein Rötquarzit, wo vorwiegend Rotwein (Spätburgunder, Frühburgunder, St. Laurent und Blaufränkischer) angebaut wird. Die Weinlagen von Lengfurt grenzen an die bekanntere südliche, klimatisch begünstigten Lagen des Homburger Kallmuth.

## Bildung
Der erste urkundlich erwähnte Lengfurter Lehrer war Christoffel Winter im Jahre 1575. Seitdem wurde in Lengfurt an vielen verschiedenen Orten unterrichtet. Heute sind es vor allem die Grundschule und die Bildungsstätte.

### Schulwesen

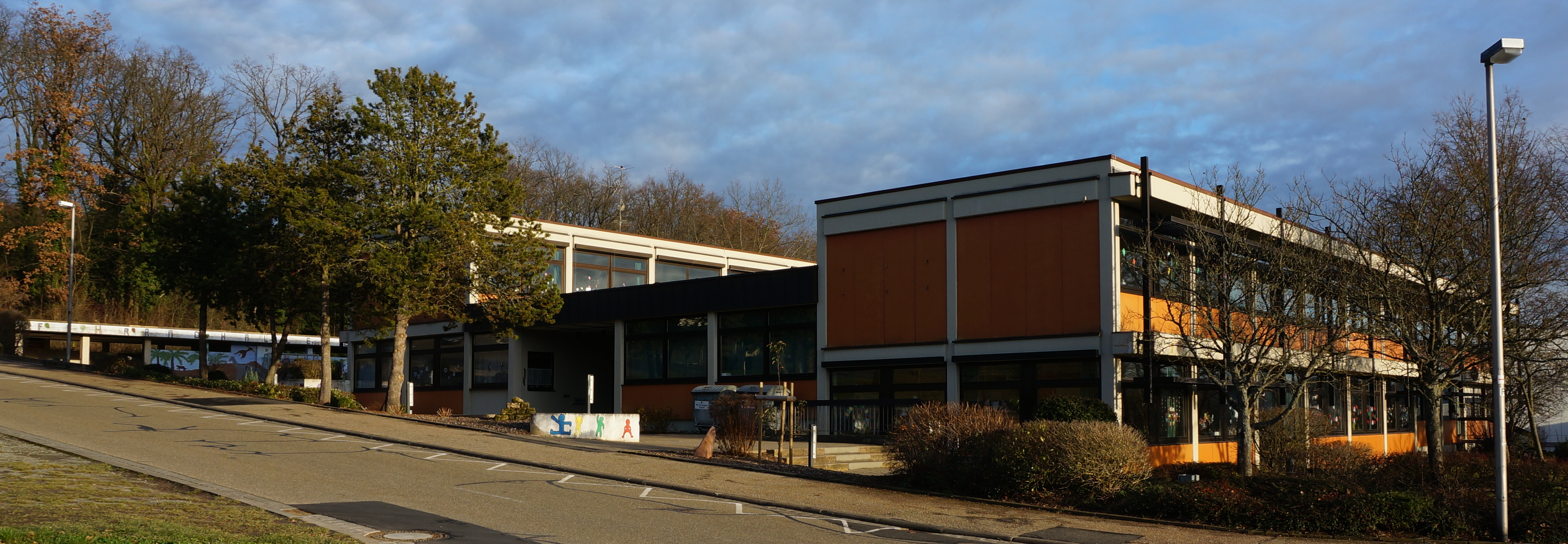
Grundschule in Lengfurt, aufgenommen im Dezember 2013

Das Schulgebäude war in Lengfurt lange Zeit das Haus in der Friedrich-Ebert-Straße 38 am Marktplatz. 1955 wurde das Finanzamt, das bis zu dem damaligen Zeitpunkt in Lengfurt war, nach Marktheidenfeld verlegt. Die Gemeinde kaufte das nun leere Gebäude in der Schulgasse 1 und baute es zu einem Schulhaus um. Darin gab es vier Schulsäle, einen Filmsaal, eine Lehrküche, einen Büchereiraum, ein Lehrerzimmer und verschiedene Nebenräume. Am 1. September 1957 fand die offizielle Übernahme statt.
Am 11. September 1969 wurde die Verbandsschule Lengfurt gegründet. Sie besteht bis heute aus Schulkindern von Lengfurt, Homburg, Trennfeld und Rettersheim. In Ermangelung eines geeigneten gemeinsamen Schulgebäudes wurde zunächst in 5 unterschiedlichen Gebäuden unterrichtet. 1972 wurde schließlich mit dem Bau eines gemeinsamen Schulgebäudes in der Spessartstraße in Lengfurt begonnen. Dieses wurde am 18. Oktober 1975 fertiggestellt und ist bis heute Verbandsschule für die vier Triefensteiner Ortschaften.
Aufgrund des Geburtenrückgangs wurden ab dem Schuljahr 2007/2008 die Klassen 5 und 6 zur Marktheidenfelder Hauptschule ausgelagert. Seitdem hat Lengfurt nur noch eine Grundschule mit den Klassen 1 bis 4.

### Bildungsstätte
Die vorrangige Aufgabe der Berufsgenossenschaften ist die Prävention von Arbeitsunfällen und Berufskrankheiten. Dies wird unter anderem durch ein breit gefächertes Seminarangebot in den verschiedenen Bildungsstätten geleistet. Aus diesem Grund hat 1993 die Berufsgenossenschaft Metall Nord Süd in Lengfurt eine Bildungsstätte für Arbeitssicherheit und Gesundheitsschutz errichtet.
Die Geschossfläche von ca. 17000 m² teilen sich der Ausbildungs- und der Hotelteil der Bildungsstätte. Der Ausbildungsbereich bietet unter anderem verschiedene Seminarräume, Gruppenarbeitsräume, ein Arbeitssicherheitsstudio und eine Übungshalle mit typischen Maschinen der Holz- und Metallbranche. Der Hotelbereich umfasst über 120 Einzelzimmer, eine Großküche mit Speisesaal und Cafeteria, Fitnessräume, eine Gaststätte und einen Freizeitbereich. Über 40 Mitarbeiter sind in der Bildungsstätte beschäftigt, was sie zu einem der größten Lengfurter Arbeitgebern macht. Außerdem werden die Berufe Hauswirtschafter und Koch ausgebildet.
Mittlerweile ist der Träger der Bildungsstätte die Berufsgenossenschaft Holz und Metall.

## Freizeit und Tourismus

### Campingplatz „Main-Spessart-Park“
Am Campingplatz „Main-Spessart-Park“ führen Rad- und Wanderwege vorbei durch die Hangwälder oberhalb des Mains nach Marktheidenfeld.

### Sportzentrum
Lengfurt hat am nördlichen Ortsrand ein Sportzentrum mit Freibad, Fußballplatz, Laufbahn und Tennisplätzen. Es wurde von 1967 bis 1971 gebaut und am 19. Juli 1971 übergeben.

### Waldbad
Am 19. Juli 1969 wurde die Schwimmhalle mit Kleinkinderplanschbecken eröffnet. Die Halle hatte einen Hubboden der bis zu 3 Meter Wassertiefe abzusenken war. 1978 begann der Bau des Freibades. Dieses hat ein Schwimmer- und ein Springerbecken. Außerdem ein Nichtschwimmerbecken und ein Kinderplanschbecken. Im Jahr 2000 kam ein Beachvolleyballfeld auf der Liegewiese dazu. In den folgenden Jahren kamen immer wieder kleinere Anbauten wie Grillmöglichkeiten und Rutschen hinzu.
Die hohen laufenden Kosten sorgten 2015 zunächst dafür, dass das Hallenbad im Sommer geschlossen blieb. Am 23. Dezember 2015 wurde es dann trotz vieler gesammelten Unterschriften geschlossen. 2017 stand ebenfalls die Schließung des Freibades wegen zu großer anstehender Sanierungskosten im Raum. Daraufhin hat sich der Förderverein Pro Waldbad gegründet. Dieser übernimmt seit der Freibadsaison 2017 den Betrieb des Freibades.

### Kulturwege
Im Gemeindegebiet wurden zwei Kulturwege angelegt um Natur und Kultur zu erkunden. Sie starten beide an der Mainlände am Spielplatz-Parkplatz in Lengfurt und führen auf er rechtsmainischen Seite über das Kloster Triefenstein, die Klingelsbachschlucht, ein kleines Waldgebiet nach Rettersheim und über Wiesen und Felder nach Trennfeld am Klostersee und am Main geht es wieder zurück nach Lengfurt. Der linksmainische Kulturweg verläuft über den Altort von Lengfurt über Weinberge, das Zementwerk und den „Kallmuth“ nach Homburg zur Papiermühle und zum Schloss. Von dort aus geht es über den Altort Homburg nach Lengfurt am Main zurück.

## Sehenswürdigkeiten
Sehenswürdigkeiten in Lengfurt sind die Dreifaltigkeitssäule auf dem Marktplatz, die Pfarrkirche und die Ortsbefestigung.

### Dreifaltigkeitssäule

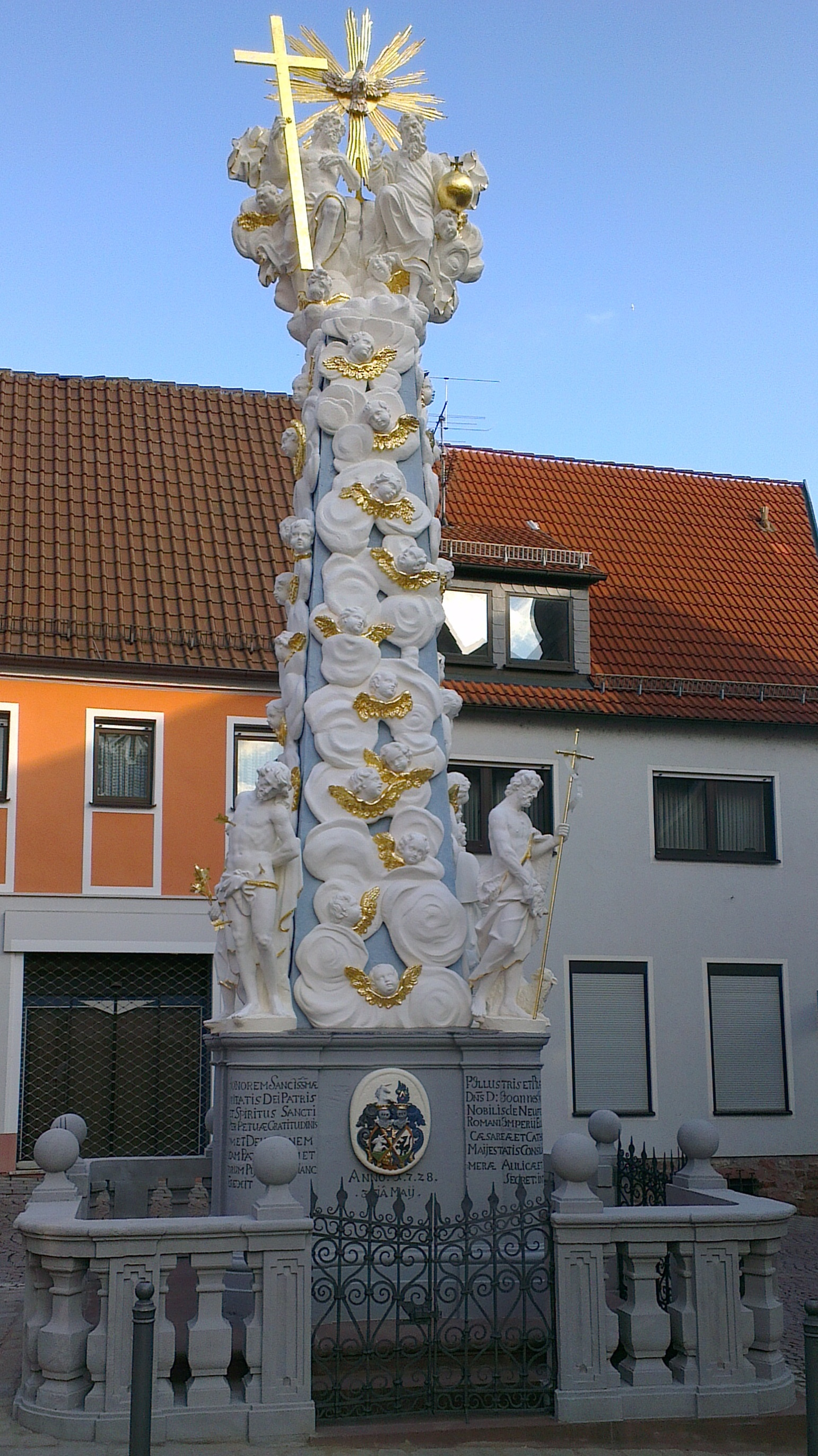
Dreifaltigkeitssäule nach der Renovierung 2012

Die Dreifaltigkeitssäule wurde, wie es die Inschrift am Podest besagt, am 3. Mai 1728 an seinem heutigen Standort aufgestellt. Johann Josef Edler von Neuff stiftete die Säule seinem Heimatort. Um ein besonderes Denkmal zu setzen, beauftragte er den damals bedeutendsten Würzburger Bildhauer Jakob von der Auvera für die Figuren und die Säule, den Würzburger Maurermeister Johann Georg Ickelsheimer mit Planung und Ausführung und Johann Salver für die Inschrift an der Säule. Johann Josef Edler von Neuff, der zu der Zeit in Wien wohnte, ließ die Säule nach dem Vorbild der Wiener Pestsäule bauen.
Die Säule selbst besteht aus rotem Mainsandstein. Auf einem quadratischen Podest steht ein Obelisk, der allseits mit Engelsköpfen aus grünem Mainsandstein versehen ist. Darüber erhebt sich die Dreifaltigkeit Vater, Sohn und Heiliger Geist. Auf den vier Ecken des Podests stehen die Figuren von Johannes dem Täufer und Josef von Nazaret, den Namenspatronen des Stifters; außerdem noch von den Pestheiligen Sebastian und Rochus. Von 1612 bis 1613 wütete die Pest in Lengfurt, die über 50 Opfer forderte. Daraufhin gelobten die Lengfurter die bis heute stattfindende jährliche Prozession nach Mariabuchen unter dem Patronat des Hl. Rochus. Im Jahre 1632 suchte die Pest Lengfurt erneut heim, worauf die Lengfurter Hilfe beim Hl. Sebastian suchten. Ihm zu Ehren wird seitdem das alljährliche Sebastianifest im Januar durchgeführt.
Mehrere Restaurierungen der Dreifaltigkeitssäule haben im 19. und 20. Jahrhundert stattgefunden. Im Jahre 2012 wurde die Säule erneut restauriert.

### Pfarrkirche St. Jakobus der Ältere

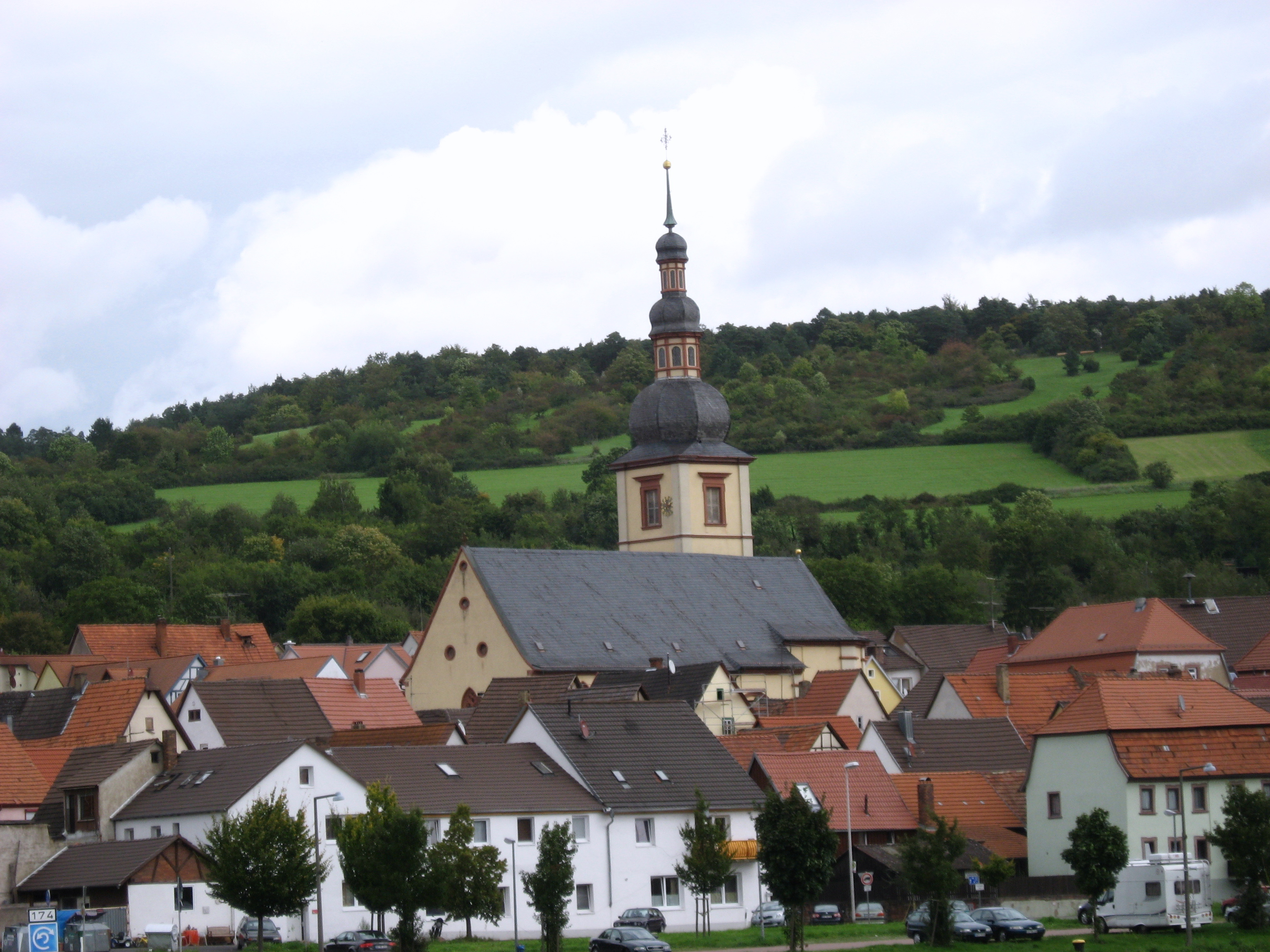
Pfarrkirche St. Jakobus der Ältere 2010

Ein Lengfurter Gotteshauses wird erstmals 1416 im Triefensteiner Urbar B erwähnt. Die heutige St. Jakobus-Pfarrkirche stammt aus dem Jahre 1613. Der ursprüngliche Bau der Kirche wurde durch Julius Echter veranlasst. Über dem Südportal wird dies mit einem Inschriftstein festgehalten:
1613 – Der Thodtfall macht diß Dorff vermanth

Bischoff Julius aus Echter Stam

Nimbt sich deß an und Bedenckt darbei

Das Vornembste die Seelsorg seye

Pflantzt derwegen ein die Religion

Und weil im vogt sein underthon

Dotiert er Pfarrn baut Kirchen New

Wessen Gott ewig schützer seye
Im Jahr darauf, 1614, wurde die Kirche am Sonntag vor Mariä Geburt konsekriert. Die damalige Kirche war bis auf die Fenster mit gotisch angelehntem Maßwerk ziemlich schmucklos. Das heutige Aussehen ist vor allem von den Umbauten des frühen 18. Jahrhunderts geprägt. Dabei wurde der Ostteil der Kirche verlängert und erhöht und der alte Turm wurde abgerissen durch einen neuen an der nordöstlichen Seite ersetzt. Dieser besitzt als Krönung doppelte Laternen in Form kleiner achteckiger Tempietti. Das Zifferblatt der dazugehörigen Kirchturmuhr enthält die Inschrift „1704“. Dieser Umbau der Kirche wurde am 20. Juni 1707 durch Weihbischof Johann Bernhard Mayer geweiht.
Die Ausstattung (Altäre, Kanzel, Deckenfresken der Flachdecke) ist barock.

## Persönlichkeiten
Mit Lengfurt verbunden sind:
- Jodokus Wagenhauer (1580–1635), Weihbischof und Universitätsrektor, Wagenhauer versah ab 1612 die Pfarrei Lengfurt als Pfarrer
- Johann Josef Edler von Neuff (1676–1734), Adeliger aus Lengfurt
- Valentin Kaufmann (1891–1956), Miniaturbuchschreiber, geboren und aufgewachsen in Lengfurt
- Friedrich Cremer (1920–2010), Arzt, Bürgermeister und Gemeinderat in Triefenstein
- Charles William Kahles (1878–1931), US-amerikanischer Comiczeichner und -autor
- Michael Fuchs (* 1982), Badmintonspieler aufgewachsen in Lengfurt
- Matthias Höfert, Dirigent des Bundespolizeiorchesters Hannover und des Landesjugendblasorchesters Niedersachsen